# Ère classique
Dans les cultures archéologiques de l'Amérique du Nord, l'ère classique ou période classique commence en 500 apr. J.-C. et finit en 1200 apr. J.-C. Cette étape est la quatrième des cinq étapes développée par Gordon Willey et Philip Phillips en 1958 dans le livre Method and Theory in American Archaeology.
Les cultures de l'Étape classique sont censées posséder des spécialisations en artisanat et les débuts de la métallurgie. L'organisation sociale implique les débuts de l'urbanisme et des grands centres cérémoniels. Idéologiquement, elles ont développé une théocratie.
L’ère classique a été limitée à l'origine aux sociétés complexes de Mésoamérique et du Pérou. Toutefois, elle comprend d'autres cultures avancées, telles que la Culture Hopewell, Teotihuacan et le début de la Civilisation maya.
Il existe d'autres systèmes de classification, et ce classement recoupe ce que les autres systèmes classent comme la Période sylvicole et la Civilisation du Mississippi.
1. L'ère lithique
2. L'ère archaïque, entre autres l'ère archaïque de l'Amérique du Nord.
3. L'ère formative
4. L'ère classique
5. L'ère post-classique